# 沖野隆幸
沖野 隆幸（おきの たかゆき、1959年4月10日 - ）は、広島県出身の元サッカー選手。

## 来歴
県立広島工業高校の3年時の1977年には猿沢茂とツートップを組み岡山高校総体ベスト4、得点王も獲得し全日本高校選抜にも選出された。
1982年に東京農業大学を卒業後、日本サッカーリーグ2部に降格した杉山隆一監督下のヤマハ発動機サッカー部に入部。突破力とシュート力を買われすぐにFWとして起用され、同期入団の内山篤や柳下正明らと共に活躍した。
前期終了後にコーチとして招聘されたハンス・オフトからトータルサッカーの要である攻撃的MFにコンバートされ、忠実なプレーでチームの1部昇格に貢献した。　
第62回天皇杯では若き主将として大活躍を見せる。まずは富士通との2回戦で決勝点(1-0)、勝負所の三菱重工との準々決勝でも、フリーキックからのヘディングシュートで決勝点(1-0)、準決勝の読売クラブ戦では先制ゴール(2-0)を決めるなど、同サッカー部の天皇杯初優勝の立役者となった。

## 個人成績
| 国内大会個人成績 | 国内大会個人成績 | 国内大会個人成績 | 国内大会個人成績 | 国内大会個人成績 | 国内大会個人成績 | 国内大会個人成績 | 国内大会個人成績 | 国内大会個人成績 | 国内大会個人成績 | 国内大会個人成績 | 国内大会個人成績 |
| 年度             | クラブ           | 背番号           | リーグ           | リーグ戦         | リーグ戦         | リーグ杯         | リーグ杯         | オープン杯       | オープン杯       | 期間通算         | 期間通算         |
| 年度             | クラブ           | 背番号           | リーグ           | 出場             | 得点             | 出場             | 得点             | 出場             | 得点             | 出場             | 得点             |
| 日本             | 日本             | 日本             | 日本             | リーグ戦         | リーグ戦         | JSL杯            | JSL杯            | 天皇杯           | 天皇杯           | 期間通算         | 期間通算         |
| ---------------- | ---------------- | ---------------- | ---------------- | ---------------- | ---------------- | ---------------- | ---------------- | ---------------- | ---------------- | ---------------- | ---------------- |
| 1982             | ヤマハ           | 12               | JSL2部           |                  | 4                | 3                | 0                | 5                | 3                |                  | 7                |
| 1983             | ヤマハ           | 12               | JSL1部           | 18               | 2                | 1                | 0                | 2                | 0                | 21               | 2                |
| 通算             | 日本             | 日本             | JSL1部           | 18               | 2                | 1                | 0                | 2                | 0                | 21               | 2                |
| 通算             | 日本             | 日本             | JSL2部           |                  | 4                | 3                | 0                | 5                | 3                |                  | 7                |
| 総通算           | 総通算           | 総通算           | 総通算           |                  | 6                | 4                | 0                | 7                | 3                |                  | 9                |